# Leucothrix
Leucothrix este un gen de muște din familia Tephritidae.

Cladograma conform Catalogue of Life:
| Leucothrix | \| \| Leucothrix barbata \| \| \| \| \| \| Leucothrix incana \| \| \| \| \| \| Leucothrix oryx \| \| \| \| |
|            | \| \| Leucothrix barbata \| \| \| \| \| \| Leucothrix incana \| \| \| \| \| \| Leucothrix oryx \| \| \| \| |
|            | Leucothrix barbata                                                                                         |
|            | |
|            | Leucothrix incana                                                                                          |
|            | |
|            | Leucothrix oryx                                                                                            |
|            | |